# Commissione per lo sviluppo del Delta del Niger
La Commissione per lo sviluppo del Delta del Niger (inglese: Niger Delta Development Commission, o NDDC) è un'agenzia federale governativa nigeriana volta ad organizzare un programma di sviluppo del delta del Niger, attraverso le ricchezze petrolifere, istituita nel 2000 dal presidente Olusegun Obasanjo. Nel 2008, il presidente Umaru Yar'Adua ha annunciato l'istituzione di un ministero per il delta del Niger a cui sarà dipendente tale agenzia.
La commissione collabora con le compagnie petrolifere, operanti nella regione, per regolare le operazioni estrattive. Inoltre collabora con la FAO e il Programma delle Nazioni Unite per lo Sviluppo per attuare politiche di sviluppo rurale.